# Ischnobracon indiscretus
Ischnobracon indiscretus är en stekelart som först beskrevs av Cameron 1899.  Ischnobracon indiscretus ingår i släktet Ischnobracon och familjen bracksteklar. Inga underarter finns listade i Catalogue of Life.